# Pohlia propagulifera
Pohlia propagulifera là một loài Rêu trong họ Bryaceae. Loài này được (Broth. ex Levier) P.C. Chen ex Redf. & B.C. Tan miêu tả khoa học đầu tiên năm 1995.